# Michel Schoots
Michel Schoots (Amersfoort, 21 november 1960) is een Nederlands drummer en producer die vooral bekend is geworden als drummer van de Urban Dance Squad onder het pseudoniem Magic Stick. 
Voordat hij in de Urban Dance Squad terechtkwam, speelde Schoots in de Delftse formatie De Div. Na het uit elkaar vallen van de Urban Dance Squad ging Schoots zich steeds meer richten op sessie- en productiewerk; zo produceerde hij onder meer de albums 'Another day' en 'Before you leave' van Racoon, het album 'Last Rudy standing van' Beef en de single 'Wouldn't that be something' van Ilse DeLange. Daarnaast heeft Schoots sessiewerk verricht voor onder meer Ellen ten Damme, Arno en Soulwax.
Verder was Michel Schoots begin jaren 90 betrokken bij een speciale sessie onder leiding van Jah Wobble. Deze formatie (Justin Adams: gitaar, zang, David Harrow: keyboards, Jah Wobble: bass en zang en Schoots op drums) noemde zich "Invaders Of The Heart". Ze brachten toen een live cd uit, opgenomen in de Vrije Vloer in Utrecht met de titel "Without Judgement".
Juni 2011 werd bekend dat Michel Schoots zich bij de band Mala Vita zou gaan voegen.